# Navlesvin
Navlesvin er en biologisk familie af parrettåede hovdyr, som hører naturligt hjemme i den nye verden fra den sydvestlige del af Nordamerika over Mellemamerika til Sydamerika. Navlesvin er normalt mellem 90 og 130 cm lange, og fuldt udvoksede individer vejer mellem 20 og 40 kg. De kan i lighed med svinene fra den gamle verden opdrættes på gårde og derved lokale fødevarer.
De ældste svinefossiler kan dateres tilbage til oligocæn-perioden i Asien, og deres efterkommere ankom til Europa i løbet af miocæn. Der er fundet adskillige forskellige fossile svinearter, der har levet af en stor varietet af føde fra rene planteædere til ådselædere.
| Dyr | Spire Denne artikel om dyr er en spire som bør udbygges. Du er velkommen til at hjælpe Wikipedia ved at udvide den. |